# 1706 en arts plastiques
| Années des arts plastiques : 1703 - 1704 - 1705 - 1706 - 1707 - 1708 - 1709    |
| Décennies des arts plastiques : 1670 - 1680 - 1690 - 1700 - 1710 - 1720 - 1730 |

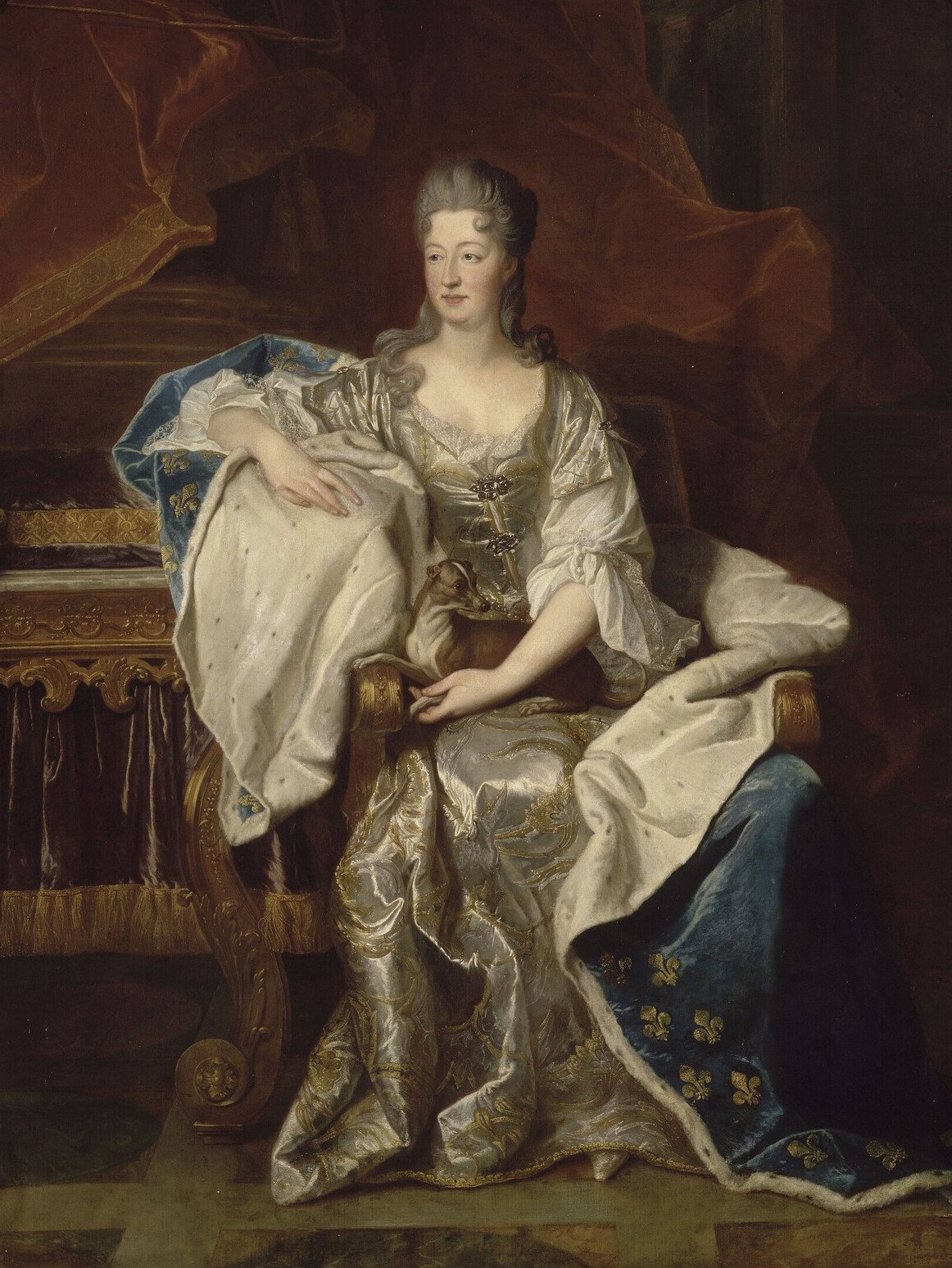
Portrait de Marie-Anne de Bourbon par Hyacinthe Rigaud.

Cette page concerne l'année 1706 en arts plastiques.

## Œuvres
- Le Repas chez Simon, par Jean Jouvenet

## Naissances
- 3 janvier : Johann Caspar Füssli, peintre portraitiste et écrivain suisse († 6 mai 1782),
- 15 février : Pieter Tanjé, graveur néerlandais († 29 juin 1761),
- 23 mars : Anna Maria Barbara Abesch, peintre suisse († 15 février 1773),
- 4 juillet : Giambettino Cignaroli, peintre italien du baroque tardif (rococo) et du début néoclassique appartenant à l'école vénitienne († 1er décembre 1770),
- 24 juillet : Jean-Joseph Kapeller, peintre, géomètre et architecte français († 29 novembre 1790),
- 1er août : Franz Sebald Unterberger, peintre autrichien († 23 janvier 1776),
- 8 septembre : Antoine Favray, peintre français († 9 février 1798),
- 22 septembre : Barbara Regina Dietzsch, peintre et illustratrice allemande († 1er mai 1783)
- 30 décembre : Étienne Moulinneuf, peintre français († 18 avril 1789),
- ? : Gaetano Lapis : peintre italien du baroque tardif (rococo) († 1er avril 1773).

## Décès
- 10 août : Lorenzo Vaccaro, architecte, orfèvre et peintre italien (° 10 août 1655),
- 1er septembre : Cornelis de Man, peintre néerlandais (° 1er juillet 1621),
- 26 septembre : Onofrio Gabrieli, peintre italien (° 2 avril 1619),
- 16 novembre : Godfried Schalken, peintre de genre et portraitiste néerlandais (° 1643),
- 9 décembre : Antoine Leblond de Latour, peintre français (° 1635),
- 25 décembre : Nicolas de Plattemontagne, peintre et graveur français (° 19 novembre 1631),
- ? :
  - Ambrogio Besozzi, peintre et graveur italien (° 1648),
  - Luo Mu, peintre de paysages et calligraphe chinois (° 1622),
  - Pedro Ruiz González, peintre baroque espagnol (° vers 1640).